# Casa de Immeding
Casa de Immeding sau Immedingii reprezintă o familie nobiliară din Saxonia medievală, descendentă din liderul saxon Widukind.
Cei mai importanți membrii ai acestei familii au fost:
- Matilda, stareță a Mănăstirii Herford și nepoata ei:
- Sfânta Matilda de Ringelheim (n.c. 896 – d. 14 martie 968), fiică a contelui Thiadrich a soției sale Reginlind, căsătorită în anul 909 la Wallhausen cu Henric I, cel care a devenit ulterior regele Franciei Răsăritene, și fondatoare a bisericii Mănăstirii din Quedlinburg unde a fost înmormântată,
- episcopul Meinwerk de Paderborn (între 1009 și 1036),[1] fiul lui Immed al IV-lea și
- Emma de Lesum (d. 1038), sora lui Meinwerk și soția contelui Saxoniei, Liutger, fiul cel mic al lui Herman din familia Billungilor.

Potrivit cronicii Res gestae saxonicae, scrisă de Widukind de Corvey, tatăl Matildei, Dietrich, conte de Westfalia, era un descendent al ducelui Widukind. O soră a Matildei s-a căsătorit cu contele Wichmann cel Bătrân din familia Billungilor. O genealogie exactă a familiei nu a fost încă stabilită în mod concludent.